# Oleg Kachine
 (mars 2014).
Si vous disposez d'ouvrages ou d'articles de référence ou si vous connaissez des sites web de qualité traitant du thème abordé ici, merci de compléter l'article en donnant les références utiles à sa vérifiabilité et en les liant à la section « Notes et références ».
Oleg Vladimirovitch Kachine (en russe : Олег Владимирович Кашин), né le 17 juin 1980 à Kaliningrad en Union soviétique, est un journaliste russe.

## Origines et enfance
Oleg Kachine a grandi à Kaliningrad pendant la Perestroïka. Il est devenu pionnier en 1990 et il a donc juré fidélité au Parti communiste.
Son père était responsable du service électrique de l’aéroport de Kaliningrad. La trentaine, il a repris des études et il a obtenu un diplôme d’électricien de la Marine.
Oleg Kachine a suivi les souhaits de son père et il a étudié au Lycée marin avant de finir l’Académie de la Marine en 2003.

## Carrière
Toujours aux études, il écrivait des éditoriaux anonymes aux points de vue bien tranchés pour le quotidien russe Komsomolskaïa Pravda à Kaliningrad. Il est ainsi devenu éditorialiste à l’âge de 18 ans. Il y a travaillé jusqu’en 2003 en se chargeant des interviews exclusives et des rapports spéciaux.
Cette année-là, il a décidé de se rendre dans la capitale russe et il est devenu journaliste pour la version moscovite de ce même quotidien. Il a quitté le journal après un certain temps pour rejoindre l’équipe du quotidien économique russe Kommersant où il était chargé de couvrir les rassemblements des mouvements politiques, depuis le Parti national-bolchevique jusqu’aux Nachi.
Il a quitté les bureaux de Kommersant en juin 2005 au lendemain du licenciement du PDG Andreï Vassiliev. Il s’est mis à travailler pour le compte de divers médias, notamment Rousskiï Journal, Bolchoï gorod, Limonka, Izvestia, Expert , Bolchoï Gorod, Global.rus et Vzgliad.ru à Moscou.
Il a couvert toute une gamme d’évènements de force majeure, y compris la mort d’Aslan Maskhadov, la destruction des poulaillers de l’oblast de Novossibirsk contaminés par la grippe aviaire et l’enterrement des sauveteurs qui ont perdu la vie dans la prise d’otages de Beslan. Il a été capturé par les milices et battu à plusieurs reprises alors qu’il effectuait son travail de journaliste.
En 2007, il a été nommé au poste de vice-rédacteur du journal Rousskaïa Jizn. En 2009, Oleg Kachine est retourné chez Kommersant en tant qu'envoyé spécial.
En octobre 2010, le service de presse du président russe lui a refusé l’entrée lors de la rencontre entre Medvedev et les membres d'un groupe de rock, étant donné que le journaliste figure dans la liste noire du Service fédéral de la Défense à la suite de son arrestation lors de la marche du désaccord en 2007. La maison d’édition Kommersant a jugé ce refus d’illégal.
En 2011, Oleg Kachine a sorti sa première nouvelle La Russie dans le derrière : il s’agit d’un récit fantastique.
Il publie depuis juillet 2012 des articles sur le portail OpenSpace.ru. 

## Activisme politique
En mars 2011, il a fait partie des observateurs du rapport « Poutine. Corruption. »
En juin 2011, il a pris part au forum des militants civils et écologiques « Anti-Seliger ».
En octobre 2012, il a été élu au sein du Conseil de coordination de l’opposition russe.

## Attaques
Le 6 novembre 2010, Oleg Kachine s’est fait tabasser à Moscou à deux pas de sa résidence. Il a dû être hospitalisé pour de multiples fractures et il est tombé dans le coma. Cette agression, dont la vidéo a fait le tour du monde, a failli lui coûter la vie. Les forces de l’ordre pensent d’ailleurs qu’il s’agirait d’une tentative de meurtre. 
Oleg Kachine était alors en train de réaliser un reportage sur l’éventuelle construction d’une autoroute au travers de la forêt de Khimki à quelques kilomètres de Moscou. Son reportage sur les mouvements politiques de la jeunesse et les manifestations ont également éveillé l’agressivité de nombreux groupes partisans du Kremlin. De surcroît, le gouverneur de Pskov s’était vexé de ce qu’il avait écrit sur lui et il avait proféré des menaces contre Kachine.

## Ouvrage
La Russie dans le derrière (Éditions Ad Marginem) sur les vieux universitaires discutant autour d’un champ d’un roman qui vient de sortir.